# بابلو غاغليانوني
بابلو غاغليانوني (بالإسبانية: Pablo Gaglianone)‏ (25 أبريل 1976 بمونتفيدو في الأوروغواي - ) هو لاعب كرة قدم أوروغواني في مركز الوسط. لعب مع أوليمبيا أسونسيون وأونس كالداس وبنيارول وديفينسور سبورتينغ ورامبلا جونيورز وريفر بليت وكولو-كولو ونادي تورينو ونادي دانوبيو ونادي كافالا وديبورتيفو مالدونادو ونادي ليفربول (مونتفيدو).

## وصلات خارجية
- بابلو غاغليانوني على موقع إي إس بي إن إف سي (الإنجليزية)
- بابلو غاغليانوني على موقع قاعدة بيانات كرة القدم.إي يو (الإنجليزية)